# Yamaha XJ 550
Die XJ 550 wurde 1981 von Yamaha auf den deutschen Markt gebracht, um als kleinstes Modell die sportliche XJ-Baureihe nach unten abzurunden.
Im Gegensatz zu ihren großen Schwestern verfügte sie, statt des Kardans, über Kettenantrieb und ein Sechsgang-Getriebe. Erhältlich war sie in den Farben rot und schwarz. Gegenüber der Yamaha XJ 650 war sie deutlich zierlicher gebaut und um 30 Kilogramm leichter. Auch die Sitzhöhe war niedriger, was die XJ 550 besonders für Anfänger und Wiedereinsteiger interessant machte. Gleichwohl war sie eine beliebte Fahrschul-Maschine. Wegen ihres geringeren Gewichtes stand sie in der Fahrdynamik kaum hinter ihrer großen 650er Schwester, da diese mit ihrer langen Endübersetzung zu kämpfen hatte. Da der Verkaufserfolg hinter den Erwartungen blieb und außerdem 600 cm³ Motoren in Mode kamen, wurde die XJ 550, zusammen mit der XJ 650, ab 1984 durch die Yamaha XJ 600 abgelöst. In Österreich wurde gleichzeitig eine technisch eng verwandte Version, die XJ 500 (aus steuer- und versicherungsrechtlichen Gründen) mit 499 cm³ und 54 PS verkauft (Fahrgestellnummer 5N4).

## Technik

### Motor
Der Motor der XJ 550 ist ein luftgekühlter Vierzylinder-Viertakt-Reihenmotor. Er hat 2 obenliegende Nockenwellen, welche jeweils das Ein- bzw. das Auslassventil betätigen.
Der Motor mit 528 cm³ Hubraum hat eine Bohrung von 57 mm und einen Hub von 51,8 mm. Der Drehstromgenerator sitzt hinter dem Motorblock und ermöglicht damit die schmale Bauweise in der Breite. Die Höchstleistung beträgt ungedrosselt 58 PS (43 kW) bei 10.000/min. Für den deutschen Markt sind es versicherungsgünstige 37 kW/50 PS bei 9.000/min; das maximale Drehmoment beträgt 41,9 Nm, das bei 7.500/min anliegt. Die praktisch baugleiche Variante XJ 500 wurde aus Versicherungsgründen für den österreichischen Markt mit 498 cm³ Hubraum und 54 PS ausgeliefert.
Die 50-PS-Ausführung erreicht eine Höchstgeschwindigkeit von 180 km/h.

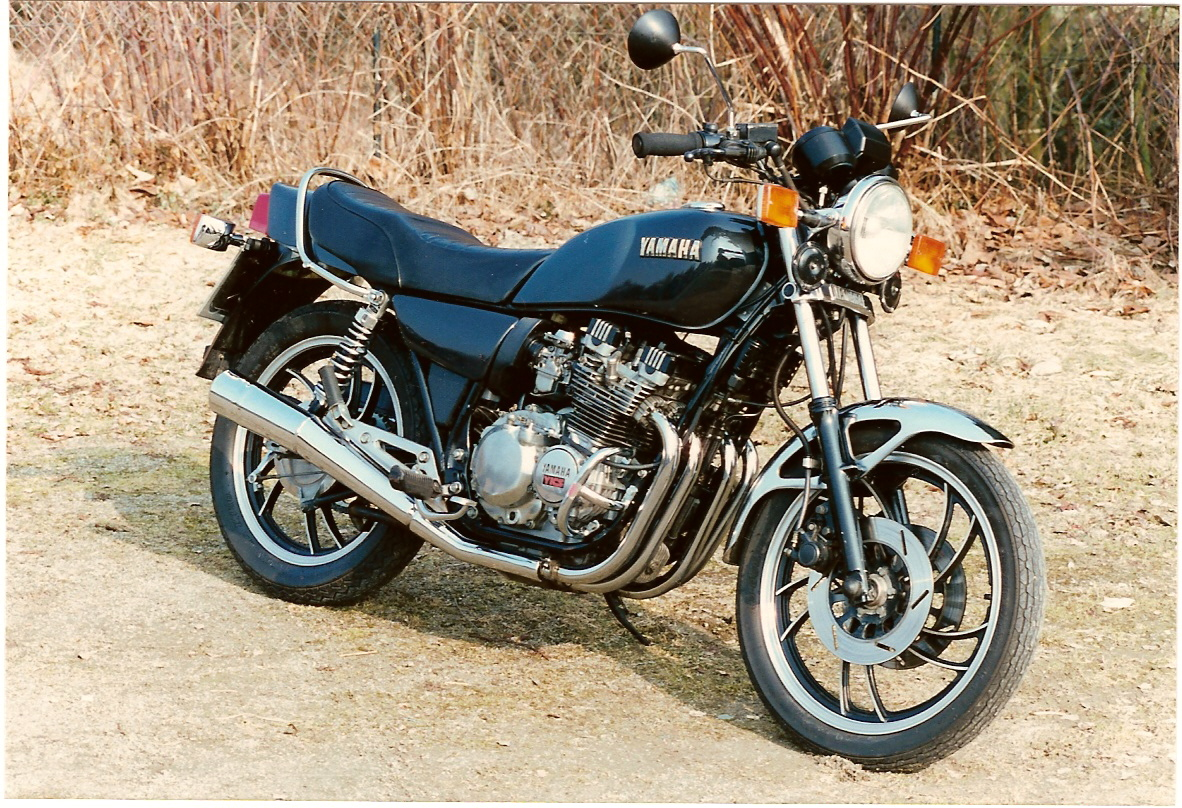
Yamaha XJ 550

Als Primärantrieb dient eine Zahnkette. Die Kupplung ist eine Mehrscheiben-Kupplung im Ölbad. Die Motorleistung wird weiter über ein Sechsgang-Getriebe und eine Rollenkette auf das Hinterrad übertragen. Ein elektrischer Anlasser startet bequem den Motor der Yamaha XJ 550.
Der Motor hat eine Verdichtung von 9,5 und wird durch vier MIKUNI-Vergaser mit 28 mm Querschnitt mit dem Benzin-Luft-Gemisch versorgt. Der Kraftstoffverbrauch liegt bei etwa 5 Litern auf 100 km. Der Tankinhalt beträgt 15,2 Liter. Bei gemäßigter Fahrweise ergibt sich eine Reichweite von ca. 280 km. Damit ist die Eignung als Tourenmaschine gegeben.

## Fahrwerk
Das Fahrwerk der Yamaha besteht aus einem Stahlrohrrahmen mit guter Verwindungssteifigkeit. Es ist ein Doppelschleifenrahmen, d. h. der Motor und Getriebe werden von zwei vom Lenkkopf wegführenden Unterzügen gehalten. Das Vorderrad wird durch eine Telegabel mit 35 mm Durchmesser und einem Federweg von 150 mm gefedert. Die Telegabel ist nicht einstellbar. Hinten ist eine  Doppelschwinge mit zwei Federbeinen verbaut. Diese sind fünffach verstellbar. Die Lagerung der Doppelschwinge war in nicht lange haltbaren Plastikbuchsen ausgeführt. Ein Problem vieler japanischer Motorräder dieser Zeit. Viele Besitzer rüsteten auf höherwertige Lager aus Metall auf und verbesserten damit Straßenlage und Sicherheit.

## Fahrleistungen

### Beschleunigung
- 0–100 km/h: 5,2 s
- 0–140 km/h: 10,7 s

### Durchzugsvermögen
- 60–120 km/h im 4. (5.) Gang: 8,0 s (12,0 s)

(Ermittelt von der Zeitschrift Das Motorrad 11/1981)

## Technische Daten
|                              | XJ550                         |
| ---------------------------- | ----------------------------- |
| Typ                          | 4V8                           |
| Bauart                       | 4-Zylinder-4-Taktmotor, Reihe |
| Hubraum (cm³)                | 528                           |
| Nennleistung                 | 37 kW (50 PS) bei 9000/min    |
| Max. Drehmoment (Nm)         | 41,9 bei 7500/min             |
| Höchstgeschwindigkeit (km/h) | 182                           |
| Getriebe, Übertragung        | 6 Gang, Kette                 |
| Tankinhalt (Liter)           | 16 Normal                     |
| Länge (mm)                   | 2150                          |
| Radstand (mm)                |                               |
| Trockengewicht (kg)          | 202, vollgetankt              |
| Zul. Gesamtgewicht (kg)      | 390                           |